# Simone Veil
|  | No s'ha de confondre amb la filòsofa i activista francesa Simone Weil (1909-1943). |

Simone Veil   (Niça, 13 de juliol de 1927 - París, 30 de juny de 2017), de soltera Simone Jacob, fou una advocada i política francesa que es desenvolupà com a ministra del govern francès i presidenta del Parlament Europeu, membre del Consell Constitucional de França fins a la seva mort.

## Biografia
Nasqué a Niça, filla d'un arquitecte jueu. El març de 1944 fou deportada, juntament amb la seva família, al camp de concentració nazi d'Auschwitz i Bergen-Belsen, on van romandre fins que aquest va ser alliberat el 15 d'abril de 1945 per les forces britàniques, tot i que només hi sobrevisqueren ella i la seva germana.
Aconseguí el seu títol de batxillerat el 1943, just abans de ser deportada, i estudià dret i ciències polítiques. Des del 1946 estava casada amb el mànager i funcionari Antoine Veil (1926 – 2013), amb qui va tenir tres fills.

## Vida política
Entre 1974 i 1979 fou designada ministra de Salut, Seguretat Social i Família en els governs dels primers ministres Jacques Chirac i Raymond Barre. En aquest càrrec realitzà diverses polítiques progressistes, com l'accés als anticonceptius (1974) i la legalització de l'avortament (1975).

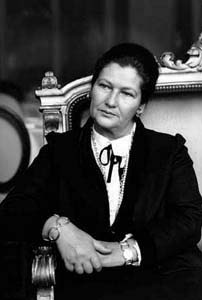
1993

El 1979 fou elegida presidenta del Parlament Europeu després de les primeres eleccions per sufragi universal a aquest. Desenvolupà aquesta càrrec fins a l'any 1982. El 1981 fou guardonada amb el Premi Internacional Carlemany en favor de la Unió Europea.
El 1993 fou nomenada ministra d'Estat, d'Afers Socials, de Sanitat i dels Pobles durant el govern del primer ministre Édouard Balladur. Desenvolupà aquest càrrec fins al 1995. El 1998 fou nomenada membre del Consell Constitucional de França, càrrec que abandonà el 2007.
En el 60è aniversari de l'alliberament del camp de concentració nazi d'Auschwitz-Birkenau l'any 2005, Veil hi retornà per primer cop per fer-hi un discurs d'homenatge a les víctimes i de denúncia dels horrors de la guerra. Aquell mateix any fou guardonada amb el Premi Príncep d'Astúries de Cooperació Internacional per la defensa de la llibertat, la dignitat de la persona, dels drets humans, la justícia, la solidaritat i el paper de les dones en la societat moderna.

## El dret a la interrupció voluntària de l'embaràs
Simone Veil és coneguda internacionalment per la llei promulgada des del seu ministeri el 1975 que va permetre la despenalització de l'avortament a França. Des de llavors, els seus posicionaments i declaracions són seguits tant per partidaris com per detractors de les polítiques de regulació de l'avortament.
Entre aquests últims, destaquen les posicions properes a l'Església catòlica i els seus mitjans de comunicació afins, com l'agència de notícies Zenit, declarada seguidora de la seva doctrina social, que recollia en un article del 19 de juny de 2007 les crítiques de Veil a la suposada pràctica d'avortaments il·legals en una clínica de Barcelona, denunciada per un reportatge de la cadena France 2, en dones provinents d'altres països d'Europa.